# Limnephilus vittatus
Limnpehilus vittatus – gatunek chruścika z rodziny bagiennikowatych (Limnephilidae). Larwy budują rurkowate, niewielkie domki z piasku. Jest to gatunek w Polsce stosunkowo liczny i pospolity, o eurosyberyjskim rozmieszczeniu (nie występuje w europejskiej tundrze i Islandii). W Polsce larwy licznie zasiedlają zbiorniki okresowe, zarówno w strefie zalewowej dolin dużych rzek nizinnych, jak i zbiorniki krajobrazu otwartego (śródłąkowe, śródpolne) pojezierzy (Pojezierze Pomorskie, Pojezierze Mazurskie).
Gatunek eurosyberyjski, występuje w całej Europie bez Arktyki i Islandii, larwy zasiedlają jeziora, strefę rhitralu, roślinność rzeczną oraz estuaria. Pospolity w całej Polsce (Tomaszewski 1965). Limneksen drobnozbiornikowy, preferuje śródłąkowe zbiorniki okresowe, spotykany w litoralu jezior oligotroficznych, lobeliowych i torfowiskowych, starorzeczach.
Jedną larwę złowiono w jeziorze Głęboczko (Poj. Pomorskie), kilka w jeziorze Skanda, więcej w wysychającym jeziorku koło Pasymia. Imagines złowione nad jeziorami Mikołajskim, Skanda i Oświn. Sporadycznie spotykany gatunek w starorzeczach Narwi, licznie w starorzeczach Biebrzy.
W Europie Północnej i Północno-Wschodniej występuje licznie, lecz lokalnie w stawach, zbiornikach okresowych i zalewach morskich, imagines poławiane nad jeziorami. W Holandii sporadycznie w zbiornikach torfowiskowych, także w stawach wysokogórskich Rumunii.